# الرابطة البرلمانية 1954–55
الرابطة البرلمانية 1954–55 (بالإنجليزية: 1954–55 Isthmian League)‏ هو موسم من دوري إسثميان. فاز فيه Walthamstow Avenue F.C. ‏.